# Dharmashastra

Dharmashastra (sanskrit IAST : dharmaśāstra ; en devanāgarī : धर्मशास्त्र) est un genre littéraire en Inde ; ce sont des traités juridiques édictant des lois et des conduites à suivre.

## Présentation
La catégorie la plus ancienne de textes sur le dharma est celle des Dharmasutra, des textes en prose dans le style des sutras védiques faisant partie du kalpa, la science du rituel, l’un des six vedangas, des sciences annexes du Veda. Ils datent d’entre les VIe et IIe siècles av. J.-C.. Cinq d’entre eux sont rattachables à une école védique, ce qui n’est pas le cas pour celui de Gautama et de Vasishtha. Le Baudhayana et l’Apastamba sont également célèbres. Le stade suivant, le Dharmashastra proprement dit, participe de la smriti. Ces œuvres sont versifiées. Parmi les Dharmaśāstra, on trouve :
- Manusmṛti ou Mānavadharmaśāstra : « Lois de Manu » qui est un code de lois traditionnelles brahmanique, le premier ouvrage du genre[2];
- Viṣṇusmṛti : recueil de lois vishnouites.
- Yajnavalkyasmṛti.
- Narasmṛti[2].